# Tschistyje Prudy (Kaliningrad)

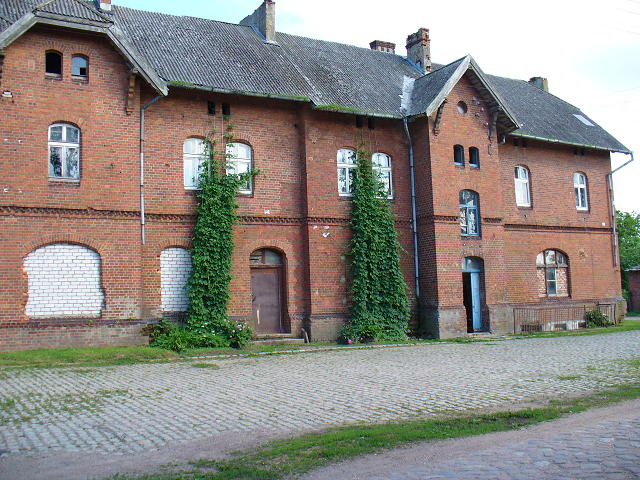
Bahnhof Tschistyje Prudy

Tschistyje Prudy (russisch Чи́стые Пруды́; übersetzt „Saubere Teiche“, prußisch Tolmingkaims, deutsch Tollmingkehmen bzw. 1938–1945 Tollmingen, litauisch Tolminkiemis) ist ein Dorf mit etwa 400 Einwohnern in der Oblast Kaliningrad. Der Ort gehört zur kommunalen Selbstverwaltungseinheit Munizipalkreis Nesterow im Rajon Nesterow.

## Geographische Lage
Der Ort befindet sich nordwestlich der Rominter Heide unweit der Grenzen zu Litauen und Polen. Der prußische Name beschreibt die Lage des Ortes: weit entfernt – am Wasser – Dorf. Bis zum nordöstlich gelegenen Nachbarort Iljinskoje (Kassuben) sind es neun, bis zum südlich gelegenen Krasnolessje (Rominten) sieben Kilometer.
Bis 1945 befand sich hier der Knotenpunkt der Eisenbahnstrecken Gumbinnen–Szittkehmen/Wehrkirchen–Goldap und Goldap–Stallupönen/Ebenrode. Es existiert nur noch die stillgelegte Strecke von Krasnolessje nach Nesterow.

## Ortsname
Der russische Name Tschistyje Prudy, zu deutsch „Saubere Teiche“, war zunächst eigentlich dem Ort Nassawen, russisch dann Lessistoje, zugedacht und bezog sich auf die beiden Nassawer Seen.

## Geschichte

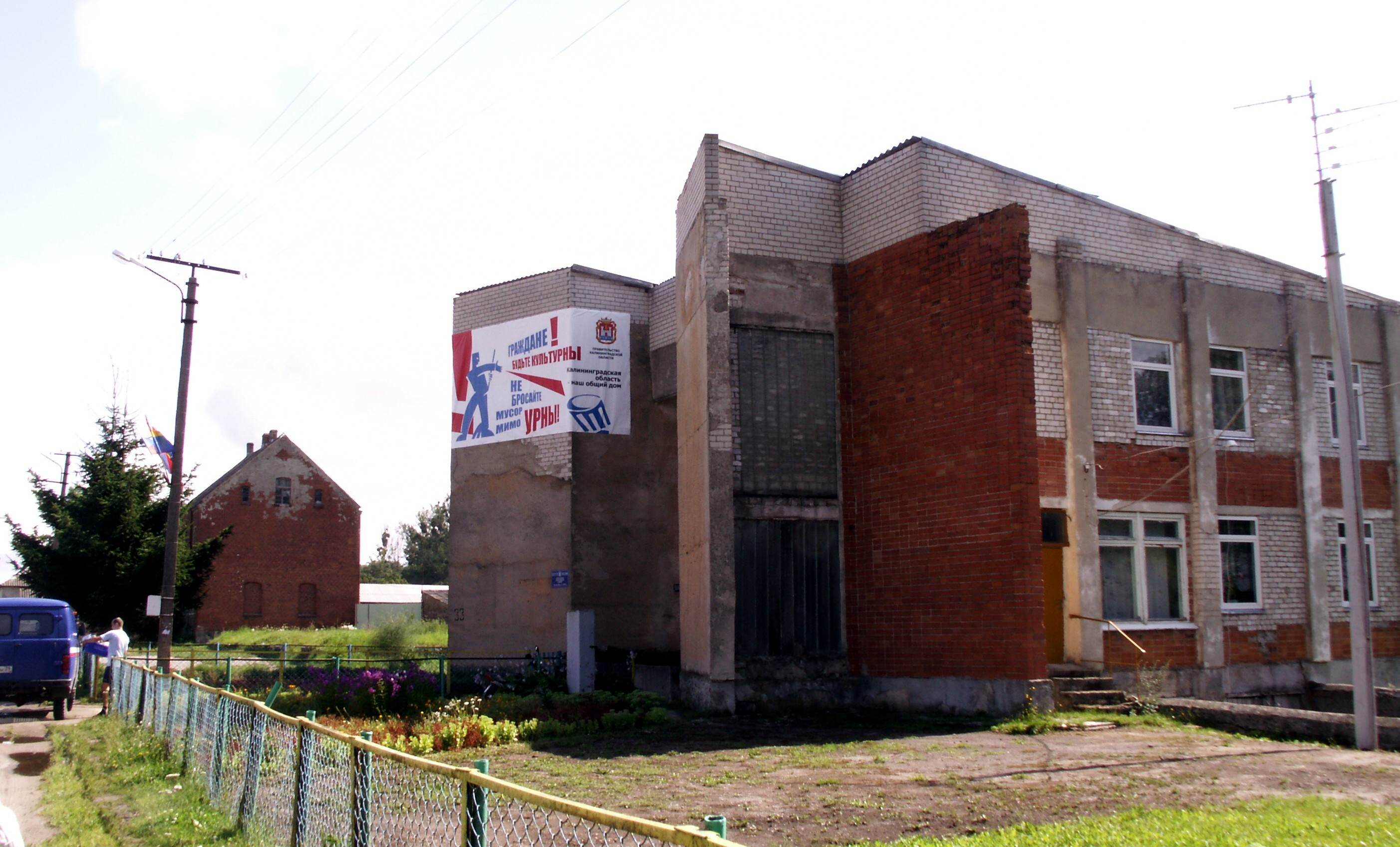
Gemeindeamt Tschistyje Prudy

Der Überlieferung nach gründete ein Mann namens Tolmein oder Talmin das „Dorf am Wasser“, als dessen Gründungsjahr das Jahr 1539 gilt. Der Ort gehörte zum Landkreis Goldap, zwischenzeitlich von 1818 bis 1841 zum Landkreis Stallupönen, im Regierungsbezirk Gumbinnen der preußischen Provinz Ostpreußen. Die einstige Domäne wurde um 1820 aufgeteilt und verkauft. Infolgedessen gab es in Tollmingkehmen – anders als im Umland – keinen Großgrundbesitz, sondern bäuerliche Betriebe und vier kleine Güter.
In dem Kirch- und Amtsdorf lebten 1910 318 Einwohner, im Jahre 1933 waren es 437 und 1939 noch 395.
In Folge des Zweiten Weltkriegs kam der Ort 1945 zur Sowjetunion. Im November 1946 waren fast alle Deutschen vertrieben, das Dorf hatte 225 russische und 15 deutsche Einwohner. Die Ländereien der vertriebenen Deutschen wurden dem Sowchos Nr. 19 zugeschlagen. Im Jahr 1947 erhielt der Ort den russischen Namen Tschistyje Prudy und wurde gleichzeitig Sitz eines Dorfsowjets im Rajon Nesterow. Von 2008 bis 2018 war Tschistyje Prudy Sitz einer Landgemeinde. Von 2019 bis 2021 gehörte der Ort zum Stadtkreis Nesterow und seither zum Munizipalkreis Nesterow.

### Amtsbezirk Tollmingkehmen (Tollmingen) 1874–1945
Von 1874 bis 1945 war Tollmingkehmen Namensgeber und Verwaltungssitz eines Amtsbezirks, den am 18. März 1874 14 Landgemeinden bzw. Gutsbezirke bildeten:
| Name (bis 1938)                   | Name (1938–1946) | Russischer Name     | Bemerkungen                                                                  |
| --------------------------------- | ---------------- | ------------------- | ---------------------------------------------------------------------------- |
| Landgemeinden:                    |                  |                     |                                                                              |
| Deeden                            | Deeden           | --                  |                                                                              |
| Jessatschen                       | Grimbach         | --                  |                                                                              |
| Kaszeleken, ab 1936 Kaseleken     | Neumagdeburg     | --                  |                                                                              |
| Kiaunen                           | Rodenheim        | --                  |                                                                              |
| Kubillen                          | Nordenfeld       | --                  |                                                                              |
| Martischken                       | --               | --                  | 1928 in die neue Landgemeinde Ballupönen (ab 1938 Wittigshöfen) eingemeindet |
| Motzkuhnen                        | Motzken          | --                  |                                                                              |
| Oszeningken, ab 1936 Oscheningken | Pfalzrode        | Karpinskoje         |                                                                              |
| Tollmingkehmen                    | Tollmingen       | Tschistyje Prudy    |                                                                              |
| Werxnen                           | Grünhügel        | --                  |                                                                              |
| Gutsbezirke:                      |                  |                     |                                                                              |
| Ballupönen                        | Wittigshöfen     | Dubowaja Roschtscha | ab 1928 Landgemeinde                                                         |
| Kublischken                       | --               | Wetrjak             | 1928 nach Kiaunen eingemeindet                                               |
| Samonienen                        | Reiterhof        | Dokutschajewo       | 1928 in die Landgemeinde Tollmingkehmen eingemeindet                         |
| Tollmingkehmen                    | --               | --                  | 1928 in die Landgemeinde Tollmingkehmen eingemeindet                         |

Am 25. Juli 1939 wurde der Amtsbezirk Tollmingkehmen – wie ein Jahr zuvor bereits das Amtsdorf – in „Amtsbezirk Tollmingen“ umbenannt. Zu ihm gehörten per 1. Januar 1945 die zehn Gemeinden: Deeden, Grimbach, Grünhügel, Motzken, Neumagdeburg, Nordenfeld, Pfalzrode (Karpinskoje), Rodenheim (Wetrjak) Tollmingen (Tschistyje Prudy) und Wittigshöfen (Dubowa Roschtscha), von denen nur noch fünf als in Russland „Siedlungen“ (possjolok) genannte Ort existieren.

### Dorfsowjet/Dorfbezirk Tschistyje Prudy 1947–2008
Der Dorfsowjet Tschistyje Prudy (ru. Чисторпудненский сельский Совет) wurde im Juni 1947 im Rajon Nesterow eingerichtet. Gemäß Erlass sollte sein Sitz im ehemaligen Nassawen sein; vor Ort wurde er aber in Tollmingkehmen/Tollmingen eingerichtet, was sich (vermutlich) auch auf den geografischen Zuschnitt des Dorfsowjets auswirkte. Im Jahr 1954 wurde der Dorfsowjet Krasnolessje an Tschistyje Prudy angeschlossen. Nach dem Zerfall der Sowjetunion bestand die Verwaltungseinheit als Dorfbezirk Tschistyje Prudy (ru. Чисторпудненский сельский округ). Im Jahr 2008 wurden die verbliebenen Orte des Dorfbezirks in die neu gebildete Landgemeinde Tschistyje Prudy übernommen.
| Ortsname                           | Name bis 1947/50                                       | Bemerkungen |
| ---------------------------------- | ------------------------------------------------------ | --- |
| Bulawino (Булавино)                | Uszupönen/Uschupönen, 1938–1945: Grundfeld             | Der Ort wurde 1950 umbenannt und vor 1975 verlassen. |
| Dmitrijewka (Дмитриевка)           | Iszlaudszen, 1938–1945: Schönheide                     | Der Ort wurde 1947 (in Dimitrijewka) umbenannt und gehörte zunächst zum Dorfsowjet Krasnolessenski.                                                             |
| Dokutschajewo (Докучаево)          | Samonienen, 1938–1945: Reiterhof                       | Der Ort wurde 1950 umbenannt. |
| Dubowaja Roschtscha (Дубовая Роща) | Ballupönen, 1938–1945: Wittigshöfen                    | Der Ort wurde 1947 (zunächst in Dobroljubowo) umbenannt. |
| Karpinskoje (Карпинское)           | Oszeningken/Oscheningken, 1938–1945: Pfalzrode         | Der Ort wurde 1950 umbenannt. Er verlagerte sich an die Ortsstelle Pöwgallen/Pöwen.                                                                             |
| Kolzewoje (Кольцевое)              | Budszedehlen/Budschedehlen, 1938–1945: Salzburgerhütte | Der Ort wurde 1947 umbenannt und vor 1975 verlassen. |
| Korsunskoje (Корсунское)           | Martischken, 1938–1945: Langenacker                    | Der Ort wurde 1950 umbenannt und vor 1975 verlassen. |
| Krasnolessje (Краснолесье)         | Groß Rominten, 1938–1945: Hardteck                     | Der Ort wurde 1947 umbenannt und war zunächst der Verwaltungssitz des Dorfsowjets Krasnolessenski.                                                              |
| Krasny Log (Красный Лог)           | Pallädszen/Pallädschen, 1938–1945: Frankeneck          | Der Ort wurde 1950 umbenannt und 1997 aus dem Ortsregister gestrichen.                                                                                          |
| Mitschurinskoje (Мичуринское)      | Schackeln                                              | Der Ort wurde 1950 umbenannt. |
| Oserki (Озерки)                    | Warnen                                                 | Der Ort wurde 1947 umbenannt. |
| Petrowskoje (Петровское)           | Klein Jodupp, 1938–1945: Kleinschelden                 | Der Ort wurde 1947 umbenannt und gehörte zunächst zum Dorfsowjet Krasnolessenski. Er wurde vor 1975 verlassen.                                                  |
| Prochladnoje (Прохладное)          | Schuiken, 1938–1945: Spechtsboden                      | Der Ort wurde 1947 umbenannt und gehörte zunächst zum Dorfsowjet Krasnolessenski. Er wurde vor 1975 verlassen.                                                  |
| Raduschnoje (Радужное)             | Jagdhaus Rominten                                      | Der Ort wurde 1947 umbenannt und gehörte zunächst zum Dorfsowjet Krasnolessenski. Er wurde vor 1988 verlassen.                                                  |
| Retschiza (Речица)                 | Matzutkehmen, 1938–1945: Matzhausen                    | Der Ort wurde 1950 umbenannt und vor 1975 verlassen. |
| Sadowoje (Садовое)                 | Elluschönen, 1938–1945: Ellern                         | Der Ort wurde vor 1975 umbenannt. |
| Simonowo (Симоново)                | Eckertsberg                                            | Der Ort wurde 1950 umbenannt und gehörte zunächst zum Dorfsowjet Krasnolessenski. Er wurde vor 1975 verlassen.                                                  |
| Sosnowka (Сосновка)                | Szeldkehmen/Scheldkehmen, 1938–1945: Schelden          | Der Ort wurde 1947 umbenannt und lag zunächst im Dorfsowjet Krasnolessenski.                                                                                    |
| Stepnoje (Степное)                 | Waldaukadel                                            | Der Ort wurde 1950 umbenannt und 1997 aus dem Ortsregister gestrichen.                                                                                          |
| Swetloje (Светлое)                 | Langkischken, 1938–1945: Langenwasser                  | Der Ort wurde 1950 umbenannt und vor 1975 verlassen. |
| Tichwino (Тихвино)                 | Pickeln                                                | Der Ort wurde 1950 umbenannt und vor 1975 verlassen. |
| Tjumenskoje (Тюменское)            | Serguhnen                                              | Der Ort wurde 1950 umbenannt und vor 1988 verlassen. |
| Tokarewka (Токаревка)              | Makunischken, 1938–1945: Hohenwaldeck                  | Der Ort wurde 1947 umbenannt und gehörte zunächst zum Dorfsowjet Krasnolessenski.                                                                               |
| Tschistyje Prudy (Чистые Пруды)    | Tollmingkehmen, 1938–1945: Tollmingen                  | Verwaltungssitz |
| Wetrjak (Ветряк)                   | Kiaunen, 1938–1945: Rodenheim                          | Der Ort wurde im Kaliningrader Ortsverzeichnis von 1976 mit dem ehemaligen deutschen Ort Kiaunen identifiziert. Zumindest die heutige Ortslage ist aber unklar. |
| Wyssokoje (Высокое)                | Didszullen/Didschullen, 1938–1945: Schwadenfeld        | Der Ort wurde 1947 umbenannt und vor 1988 verlassen. |

Der im Jahr 1950 umbenannte Ort Jemeljanowka (Schackummen/Eichkamp), der zunächst ebenfalls in den Tschistoprudnenski selski Sowet eingeordnet worden war, kam dann (vor 1975) aber zum Dorfsowjet Kalininski selski Sowet.

### Landgemeinde Tschistyje Prudy 2008–2018

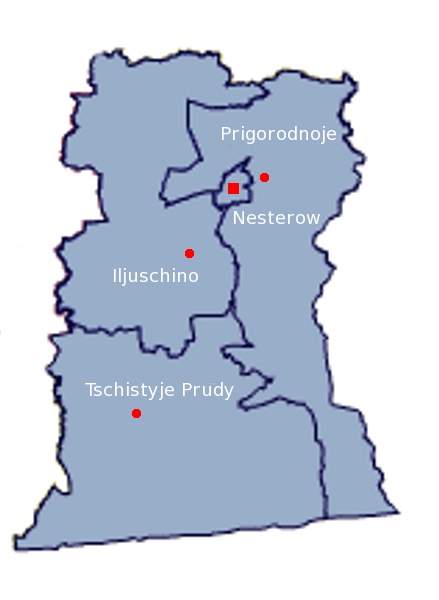
Lage der Landgemeinde Tschistoprudnenskoje selskoje posselenije im Rajon Nesterow

Die Landgemeinde Tschistyje Prudy (ru. Чистопрудненское сельское поселение) wurde im Jahr 2008 im Rajon Nesterow eingerichtet. Zu ihr gehörten 19 Siedlungen, die vorher den Dorfbezirken Kalinino und Tschistyje Prudy angehörten. Im Jahr 2018 wurde die Gemeinde aufgelöst und deren Siedlungen in den neu gebildeten Stadtkreis Nesterow einbezogen.
| Ortsname                           | deutscher Name             |  | Ortsname                        | deutscher Name                    |
| ---------------------------------- | -------------------------- |  | ------------------------------- | --------------------------------- |
| Borowikowo (Боровиково)            | Szinkuhnen (Schenkenhagen) |  | Oserki (Озерки)                 | Warnen                            |
| Dmitrijewka (Дмитриевка)           | Iszlaudszen (Schönheide)   |  | Pugatschowo (Пугачево)          | Groß Schwentischken (Schanzenort) |
| Dokutschajewo (Докучаево)          | Samonienen (Reiterhof)     |  | Sadowoje (Садовое)              | Elluschönen (Ellern)              |
| Dubowaja Roschtscha (Дубовая Роща) | Ballupönen (Wittigshöfen)  |  | Snamenka (Знаменка)             | Leegen                            |
| Iljinskoje (Ильинское)             | Kassuben                   |  | Sosnowka (Сосновка)             | Szeldkehmen (Schelden)            |
| Kalinino (Калинино)                | Mehlkehmen (Birkenmühle)   |  | Tokarewka (Токаревка)           | Makunischken (Hohenwaldeck)       |
| Karpinskoje (Карпинское)           | Pöwgallen (Pöwen)          |  | Uwarowo (Уварово)               | Ribbenischken (Ribbenau)          |
| Krasnolessje (Краснолесье)         | (Groß) Rominten (Hardteck) |  | Tschistyje Prudy (Чистые Пруды) | Tollmingkehmen (Tollmingen)       |
| Lessistoje (Лесистое)              | Nassawen                   |  | Wetrjak (Ветряк)                |                                   |
| Mitschurinskoje (Мичуринское)      | Schackeln                  |  |                                 |                                   |

## Kirche

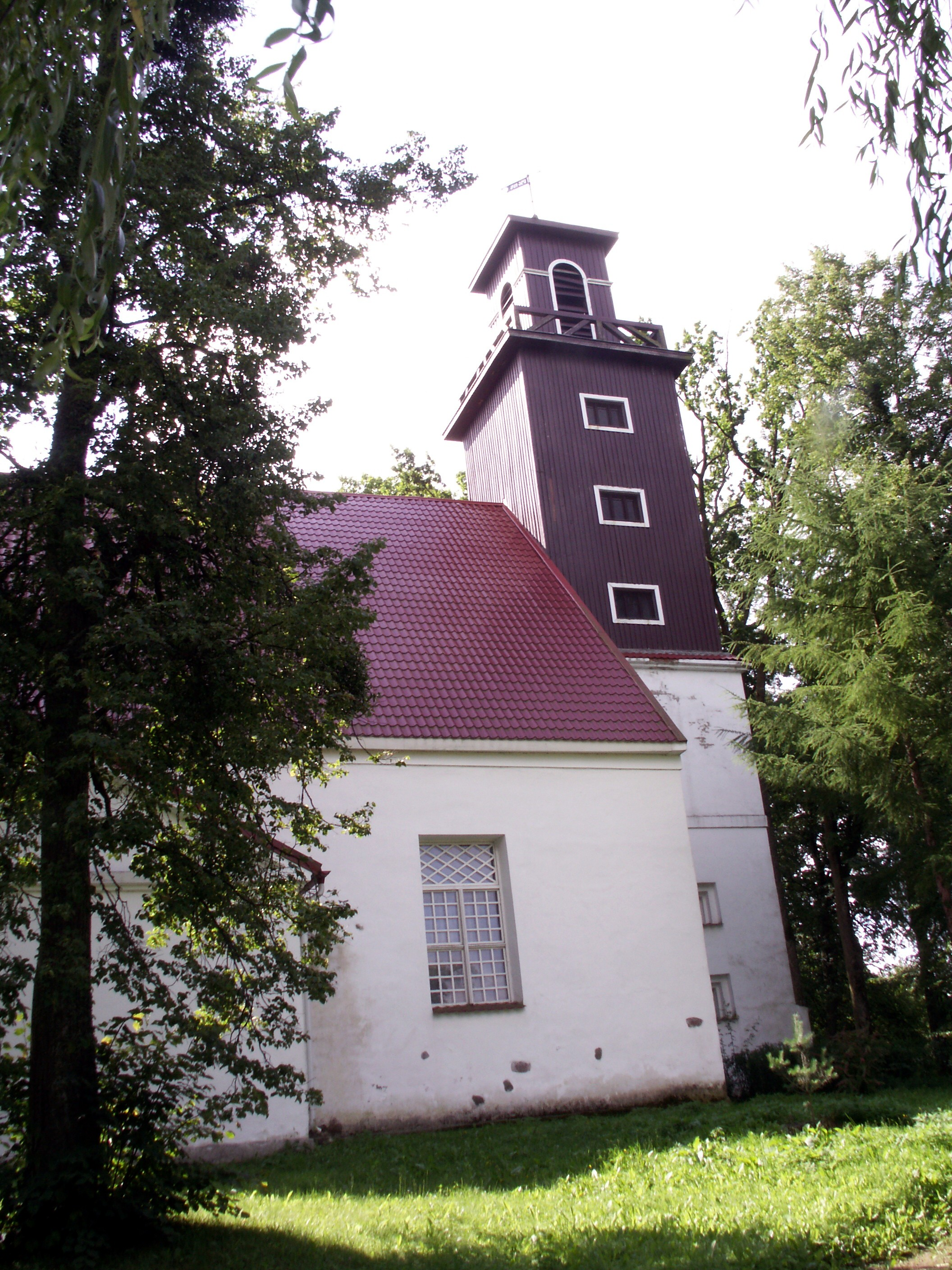
Die ehemalige Kirche in Tschistyje Prudy, heute „Christian-Donalitius-Museum“

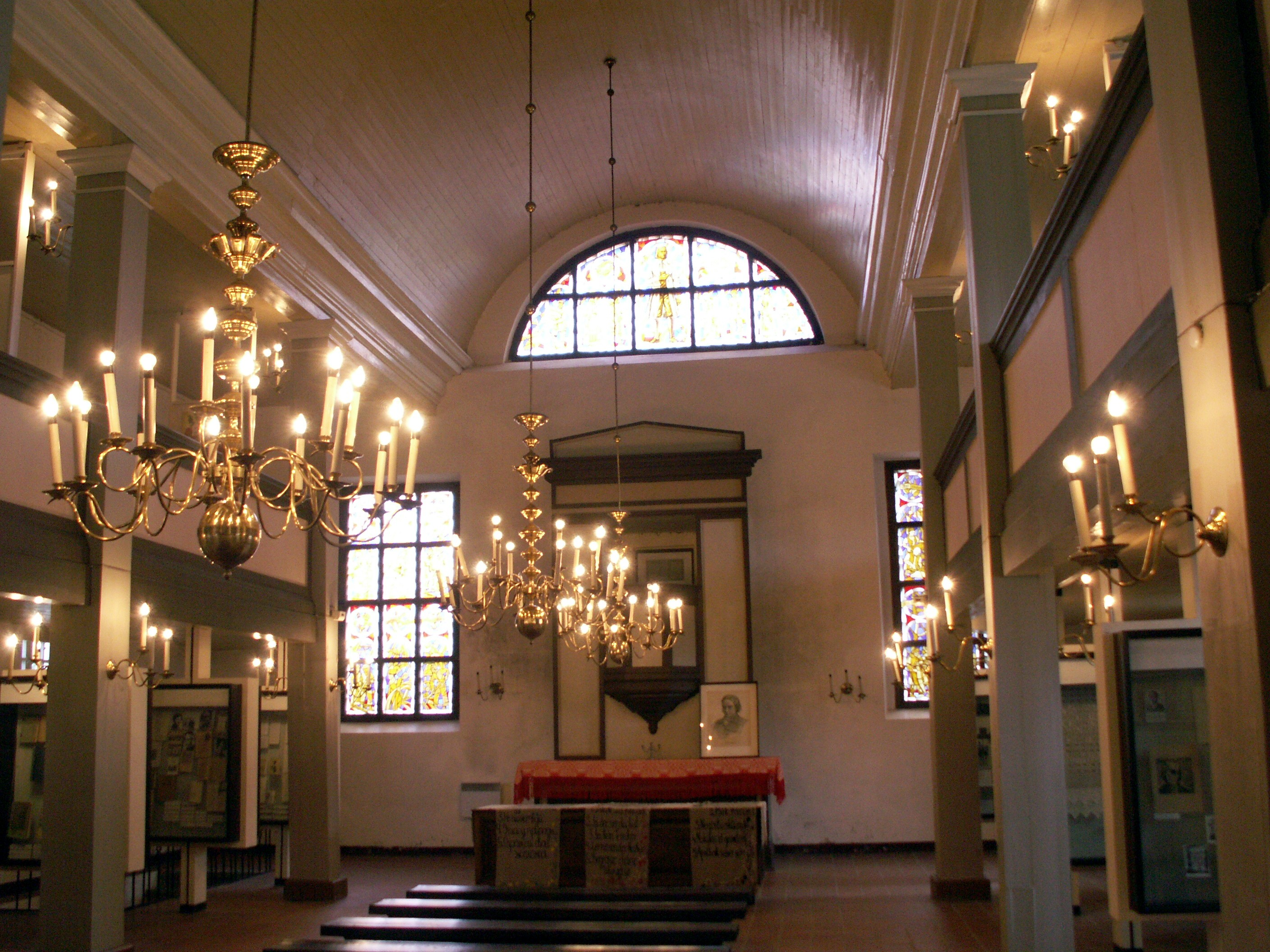
Das Kircheninnere

### Kirchengebäude
Die evangelische Kirche von Tollmingkehmen wurde 1589 erbaut und 1682 erneuert. Im Jahre 1759 erfolgte ein Nachfolgeneubau aus Feldsteinen und Ziegeln. Bis 1856 wurden hier Gottesdienste in litauischer Sprache gehalten, danach in Deutsch.
In den 1950er Jahren wurde die Kirche, die den Zweiten Weltkrieg unbeschadet überstanden hatte, durch einen Brand vernichtet. Sie ist die einzige Kirche im gesamten Gebiet, die nach Zerstörung und Verfall noch zu Sowjetzeiten (zwischen 1971 und 1979) wieder aufgebaut wurde. Bewirkt wurde dies durch eine Initiative aus der Litauischen SSR, denn Tollmingkehmen war der Wirkungsort von Christian Donalitius, einem Pionier der litauischen Literatur, die ihre Anfänge im preußischen Kleinlitauen hatte. Die Kirche dient als Museum für den Pfarrer und Literaten. Die Gottesdienste finden jetzt in einem angemieteten Raum statt.

### Evangelische Kirchengemeinde
Einst zur Inspektion Insterburg (russisch: Tschernjachowsk) gehörig, war das von einer überwiegend evangelischen Bevölkerung bewohnte Kirchspiel Tollmingkehmen vor 1945 in den Kirchenkreis Goldap (polnisch: Gołdap) eingegliedert und gehörte zur Kirchenprovinz Ostpreußen der Kirche der Altpreußischen Union. Im Jahre 1944 umfasste das Kirchspiel 23 Gemeinden mit etwa 4200 Gemeindegliedern.
Während der Zeit des Sozialismus in der Sowjetunion brach das kirchliche Leben ein. Erst in den 1990er Jahren entstand eine fast ausschließlich aus Russlanddeutschen bestehende kleine evangelische Gruppe, die eine eigene Gemeinde innerhalb der Propstei Kaliningrad in der Evangelisch-Lutherischen Kirche Europäisches Russland bildet. Das zuständige Pfarramt ist das an der Salzburger Kirche in Gussew (Gumbinnen), wo zwei Geistliche tätig sind.

### Pfarrer 1589–1945
Zwischen 1589 und 1945 amtierten in Tollmigkehmen/Tollmingen 24 evangelische Geistliche:
| - David Marcianus, ab 1589 - Gottfried Bierfreund - Johann Rehsa, 1600–1621 - Severin Wirczinsius, 1621–1633 - Salomo Wirczinsius, 1633–1667 - Jacob Neukirche, 1658–1668 - Johann Sperber, 1668–1696 - Benjamin Mühlpfordt, 1696–1705 - Heinrich Behrendt, 1705–1709 - Johann Friedrich Falck, 1709–1710 - Gabriel Engel, 1710 - Johann Jacob Pauli, 1711–1715 - Christoph Geystadt, 1715–1725 | - Franc. Albert Beilstein, 1725–1739 - Johann Friedrich von Essen, 1740–1743 - Christian Donalitius, 1743–1780 - Friedrich Daniel Wermke, 1780–1788 - Johann Ephraim Janson, 1789 - Christian Benedikt Lovin, 1789–1818 - Johann Bernhard Wach, 1818–1819 - Friedrich Monich, 1819–1849 - Carl Leopold M. Knobbe, 1849–1886 - C. W. Hugo Freyberg, 1886–1916 - Emil Moysich, 1916–1945 |

### Russisch-Orthodoxe Kirche
Die meisten heutigen Einwohner in der Region sind, sofern konfessionell gebunden, Angehörige der russisch-orthodoxen Kirche. Tschistyje Prudy liegt auf dem Territorium der Diözese Kaliningrad und Baltijsk.

## Persönlichkeiten des Ortes

### Mit dem Ort verbunden
- Christian Donalitius (1714–1780), seit 1743 Pfarrer, Dichter und Schriftsteller in litauischer Sprache in Tollmingkehmen und hier am 18. Februar 1780 verstorben